# Aron Dønnum
Aron Leonard Dønnum (* 20. April 1998 in Eidsvoll) ist ein norwegischer Fußballspieler, der derzeit als Flügelspieler für den FC Toulouse aufläuft.

## Karriere

### Verein
Dønnum machte sein Debüt in der Eliteserien bei Vålerenga am 17. Juli 2017 gegen Kristiansund, in einem Spiel, das 1:1 endete. Im Juli 2021 unterschrieb er einen Vierjahresvertrag bei Standard Lüttich in der belgischen Division 1A. Zwischen März und Juni 2022 kehrte er auf Leihbasis zu Vålerenga zurück. Am 1. September 2023 unterzeichnete Dønnum einen Vertrag beim FC Toulouse.

### Nationalmannschaft
Am 2. Juni 2021 debütierte Dønnum für die Norwegische Fußballnationalmannschaft in einem Freundschaftsspiel gegen die Luxemburgische Fußballnationalmannschaft. Er wurde in der 64. Minute gegen Jens Petter Hauge eingewechselt.